# Huug de Groot
Huug de Groot (né le 7 mai 1890 à Rotterdam et mort le 18 avril 1957 à Schéveningue) est un footballeur international néerlandais. Il participe aux Jeux olympiques d'été de 1912, remportant la médaille de bronze avec les Pays-Bas.

## Biographie
Huug de Groot reçoit neuf sélections en équipe des Pays-Bas entre 1912 et 1914, inscrivant six buts.
Il participe aux Jeux olympiques d'été de 1912 organisés en Suède. Lors du tournoi olympique, il joue cinq matchs, inscrivant un doublé contre la Finlande.
Le 24 mars 1913, il marque un doublé contre l'Angleterre (victoire 2-1 à La Haye). Il marque ensuite un but contre la Belgique en avril 1913, puis un dernier but contre le Danemark en mai 1914.

## Palmarès

### Jeux olympiques
- Jeux olympiques de 1912 :
  -  Médaille de bronze.